# Розщеплення за Веєрманом
Розщеплення за Веєрманом (рос. расщепление Веермана, англ. Weerman degradation) — скорочення вуглецевого ланцюга на одну ланку в амідах α-оксикарбонових кислот, в тому числі відповідних моносахаридів (амідів альдонових кислот) в умовах перегрупування Гофмана:

H2NCO–HC(OH)–R —а→ [O=C=N–HC(OH)–R] → —b→ R–HC(=O)
а: NaOHlg, H2O; b: H+, H2O